# Amelia de la Torre
Amelia Torre de la Fuente (Illana, Guadalajara, 12 de junio de 1905-Madrid, 12 de julio de 1987) fue una actriz española.

## Biografía

### Teatro
Debutó en el teatro en 1925, en la Compañía de Margarita Xirgu y se mantuvo en la misma durante los siguientes años, destacando el estreno, entre otros, de Doña Rosita, la soltera (1935), de Federico García Lorca. En 1936 se embarcan en gira hacia Argentina para interpretar, entre otras piezas, Bodas de sangre, de Lorca, con la compañía de Josefina Díaz de Artigas.
Ante la noticia del estallido de la Guerra Civil, permanece en suelo argentino hasta 1950. En esa etapa estrena en Buenos Aires El adefesio (1944), de Rafael Alberti y La dama del alba (1944), de Alejandro Casona. Allí, además, contrae matrimonio con el actor Enrique Diosdado, padre de Ana Diosdado que, en ese momento cuenta con pocos años de edad. Juntos forman su propia Compañía de Teatro, que se mantuvo a su regreso a España.
A lo largo de las siguientes décadas, Amelia de la Torre se consolida como una de las grandes damas de la escena en España, con títulos como El jardín de los cerezos, Dulce pájaro de juventud, La viudita naviera (1960), Eloísa está debajo de un almendro (1961), La loca de Chaillot (1962), Los verdes campos del Edén (1963), El proceso del arzobispo Carranza (1964), El carrusel (1964) de Victor Ruiz Iriarte, Primavera en la Plaza de París (1968), El okapi (1972), La muchacha sin retorno (1974), Siempre no es toda la vida (1979), La gata sobre el tejado de zinc (1979), El engañao (1981) o Las amargas lágrimas de Petra von Kant (1985).

### Cine
Debuta en el cine en 1938, en la versión que en Argentina se hace de Bodas de sangre. No vuelve a pisar un plató hasta 1954 cuando rueda El tren expreso, de León Klimowsky. Su posterior trayectoria cinematográfica, a diferencia de su carrera teatral, no fue especialmente destacada, pudiendo mencionarse algunos títulos como Plácido (1961), de Luis García Berlanga, La Celestina (1969), de César Fernández Ardavín, La miel (1979), de Pedro Masó o La vaquilla (1984), de nuevo con Berlanga.

### Televisión
Sin embargo su presencia en televisión fue más habitual en los espacios dramáticos que TVE realizaba en la época. Amelia de la Torre intervino en algunas representaciones destacadas de Estudio 1, como Eloísa está debajo de un almendro (1973), de Enrique Jardiel Poncela, La malquerida (1977), de Jacinto Benavente, Ocho mujeres (1980), de Robert Thomas o La pechuga de la sardina (1982), de Lauro Olmo.
También intervino en la comedia El señor Villanueva y su gente (1979), junto a Ismael Merlo y Lola Herrera, así como en las series escritas y protagonizadas por su hija Ana Diosdado Anillos de oro (1983) - en el primer episodio, interpretando a la hermana de Aurora Redondo - y Segunda enseñanza (1986).

## Trayectoria

### Teatro (parcial)
- Cuando los hijos de Eva no son los hijos de Adán (1931), de Jacinto Benavente.[5]
- Doña Rosita, la soltera (1935), de Federico García Lorca.
- Bodas de sangre, de Federico García Lorca.
- El adefesio (1944), de Rafael Alberti
- La dama del alba (1944), de Alejandro Casona
- La Plaza de Berkeley (1952), de  John L. Balderston.
- El príncipe durmiente (1957), de Terence Rattigan
- La viudita naviera (1960), de José María Pemán.
- Eloísa está debajo de un almendro (1961), de Enrique Jardiel Poncela.
- La bella malmaridada (1962), de Lope de Vega.
- Dulce pájaro de juventud (1962), de Tennessee Williams
- La loca de Chaillot (1962), de Jean Giraudoux
- Los verdes campos del Edén (1963), de Antonio Gala
- El jardín de los cerezos (1963), de Chejov,[6]
- El proceso del arzobispo Carranza (1964), de Joaquín Calvo Sotelo.
- Nunca es tarde (1964), de José López Rubio.
- Madre Coraje y sus hijos (1966), de Bertolt Brecht.
- El sistema Fabrizzi (1967), de Albert Husson.
- Noviembre y un poco de hierba (1967), de Antonio Gala.
- La muchacha del sombrerito rosa (1967), de Víctor Ruiz Iriarte.
- Primavera en la Plaza de París (1968), de Víctor Ruiz Iriarte.
- Aurelia o la libertad de soñar (1971),
- El okapi (1972), de Ana Diosdado.
- Canción para un atardecer (1973), de Noel Coward.
- La muchacha sin retorno (1974), de Santiago Moncada.
- Siempre no es toda la vida (1979), de Santiago Moncada.
- La gata sobre el tejado de zinc (1979), de Tennessee Williams.
- El engañao (1981), de José Martín Recuerda.
- Las amargas lágrimas de Petra von Kant (1985), de Rainer Werner Fassbinder.
- El jardín de los cerezos, de Anton Chejov
- Dulce pájaro de juventud, de Tennessee Williams.
- La malquerida, de Jacinto Benavente.

### Cine
| - Padre nuestro (1985) - La vaquilla (1985) - Puente aéreo (1981) - 127 millones libres de impuestos (1981) - Carlota (1981) - La familia bien, gracias (1979) - La miel (1979) - Sensualidad (1975) - Tormento (1974) - La Celestina (1969) | - Los derechos de la mujer (1963) - La reina del Chantecler (1962) - Vuelve San Valentín (1962) - Plácido (1961) - Aquellos tiempos del cuplé (1958) - El batallón de las sombras (1957) - El tren expreso (1955) - Don Juan Tenorio (1952) - Bodas de sangre (1938) |

### Televisión
| - Segunda Enseñanza (1986) - Página de sucesos - Carta de Stuttgart (8 de noviembre de 1985) - Veraneantes - El bosque (28 de enero de 1985) - El bosque (2ª parte) (4 de febrero de 1985) - Anillos de oro - Cuestión de principios (1 de noviembre de 1983) - Teatro breve - La muerte camina (17 de mayo de 1981) - El señor Villanueva y su gente (1979) - Noche de teatro - Dulce pájaro de juventud (12 de julio de 1974) - Juan y Manuela (1974) - El teatro - Seis personajes en busca de un autor (1 de enero de 1974) | - A través de la niebla - El regreso (25 de octubre de 1971) - Estudio 1 - Los verdes campos del Edén (4 de enero de 1967) - Eloísa está debajo de un almendro (26 de enero de 1973) - El amor es un potro desbocado (9 de marzo de 1973) - La malquerida (17 de octubre de 1977) - Ocho mujeres (27 de abril de 1980) - La muchacha sin retorno (12 de junio de 1981) - La pechuga de la sardina (19 de febrero de 1982) - Un marido ideal (22 de noviembre de 1982) - Primera fila - La venda en los ojos (22 de enero de 1964) - El baile de los ladrones (25 de agosto de 1965) |